# Alèkpéhanhou
 (avril 2024).
Si vous disposez d'ouvrages ou d'articles de référence ou si vous connaissez des sites web de qualité traitant du thème abordé ici, merci de compléter l'article en donnant les références utiles à sa vérifiabilité et en les liant à la section « Notes et références ».
Alèpkéhanhou, de son vrai nom Michel Loucou, est un musicien traditionnel béninois né en 1957 à Abomey.

## Biographie

### Enfance et formation
Alèpkéhanhou, de son vrai nom Michel Loucou, est né en 1957 à Abomey. Son père est Kpanlingan (griot) et chanteur pour le roi Aho.
Dernier enfant, il est bercé de chansons traditionnelles vodoun interprétées tôt les matins lors des cérémonies, et des histoires qui racontent la prouesse des rois du Royaume du Dahomey.
En 1965, il fréquente l’école catholique de la paroisse Bon Pasteur  des missionnaires d’Adandokpodji à Abomey. En 1973, il obtient le certificat d'études primaires, puis quelques années après le Brevet d'Étude du Premier Cycle.

### Carrière
Il exerce le métier d'instituteur, profession qu'il abandonne rapidement pour la danse traditionnelle zinli dans les années 1980,. Depuis 2020, il est le chef de l'arrondissement  de Sèhoun dans la commune d'Abomey.
Grandiloquent, il fait de la musique Zinli un véritable instrument d'expression verbale, allant d'un artiste conteur, poète, et griot, à la critique acerbe sur des sujets de société et même quelques fois des personnes physiques. Ses dénonciations des abus à travers son arme unique, son art, font de lui un instituteur mal vu par ses supérieurs hiérarchiques. Cela lui vaut d'être longtemps persécuté dans l'administration, allant des sanctions ou attaques physiques, spirituelles à des sanctions sous forme administrative telles que les affectations intempestives notamment vers le Nord du pays, car sa troupe musicale est basée au Sud du pays, précisément au Plateau d'Abomey. Au début des années 90, l'entrée du pays dans le nouveau régime du renouveau démocratique, lance un certain nombre de réformes, notamment pour désengorger l'administration publique et les armées suffoquées par les recrutements népostistes et favoritistes de l'ancien régime communiste en place depuis les années 70. Parmi les nouvelles mesures de désengorgement, figure le Programme du Départ Volontaire de la Fonction Publique. Alèkpéhanhou trouva alors un moyen d'échapper à ses anciens bourreaux et retrouver ainsi sa liberté dans la pratique de son art. Il fit alors la demande au programme du Départ Volontaire, quitta la Fonction Publique, et se consacra depuis lors à sa musique. Il apporta une touche particulière au rythme Zinli, longtemps vu comme une musique funèbre, en associant d'autres instruments de musique local : c'est ainsi qu'il surnomma son rythme ''Zinli rénové'' dont il se fit alors le roi. De là, il réussit à faire d'une musique funèbre, celle de la réjouissance et des fêtes. Il est de ce fait, un grand promoteur des accoutrements royaux en particulier, et en général de la culture ''fon'' dans ses albums.
Outre le rythme traditionnel Zinli, il sort en 2011 deux volumes d'albums dans les rythmes sacrés ''Agbotchébou'' et ''Hwèdè'' dans lesquels il met à l'honneur les entités Voduns Sakpata, Xèbioso... Il y fit également l'éloge des rois Guézo et Gbèhanzin, pour chanter les beau-hauts faits de ses remarquables souverains de Danxome.
Paul Akogni dit de Alèkpéhanhou :

« Michel Loucou à l’état civil, de son nom d’artiste Alèkpéhanhou, instituteur de carrière, est une vedette de la musique traditionnelle béninoise ; il a mené d’importantes recherches sur le zєnli qu’il a porté au firmament de la gloire aujourd’hui. Parti des sonorités anciennes, il a progressivement innové en révolutionnant de fond en comble ce rythme. Il y chante, avec un talent inégalé, toute sorte de thèmes de la vie. L’orchestration zєnli est conservée avec le même instrumental mais les mélodies et autres fluctuations rythmiques ont subi d’importantes mutations. L’histoire du zєnli originel racontée dans la présente étude est partiellement tirée d’un chant épique composé par le chanteur. La mémoire collective se cristallise d’ailleurs dans cette œuvre qui a été saluée et primée au Bénin Golden Awards en 2000 »

### Distinctions
Alèkpéhanhou est le premier artiste béninois à avoir reçu la distinction de ''Cassette d'or'', plus haute distinction décernée dans la musique béninoise par le bureau Béninois du droit d'Auteur (BUBEDRA)  A cette époque, les CD n'existaient pas encore au Bénin. Il est à noter que le premier artiste à recevoir le ''Disque d'Or'' dans cette catégorie est Anicet Houessou alias Anice Pépé.

## Vie de famille
Polygame, il est père d'une quinzaine d'enfants.

## Œuvres

### Discographie
Le 17 septembre 2019, il présente au public au hall des arts de Cotonou, son 41ème album,,,,. Au nombre de ses albums, il y a (Liste non exhaustive ) :
- Sun Di Hloué Do Wêkê Dji
- Gban We Do Gbangbé
- Han Tlubâ
- Pimpan Wè Zèhouè
- Agbotchébou & Hwèdè
- Un Hen Wen Dagbé Wa Nu Bénin Vi Le
- Gangannagansu
- Kpokini Kpokini
- Djègou Djègou!
- Sato Na Hangna
- Lon Mon Dja Sa Gni Gbè
- Vodoun Mlamla
- Tché Dji Dandan[5],[15],[16].